# Le Mystère de la villa rose
Pour plus de détails, voir Fiche technique et Distribution.
Le Mystère de la villa rose est un film français réalisé par Louis Mercanton et René Hervil en 1929, sorti en 1930.
Une version anglaise simultanée a été réalisée par Leslie S. Hiscott sous le titre At the Villa Rose.

## Synopsis
Une vieille dame, fervente de spiritisme, est assassinée. Un haut fonctionnaire de la police, un gaffeur incurable, un joueur effréné, une innocente compromise, participent à l'aventure.

## Fiche technique
- Réalisation : Louis Mercanton et René Hervil
- Scénario : D'après le roman policier d'A.E.W. Mason : At the villa rose
- Adaptation : Pierre Maudru, Louis d'Yvré, Cyril Twyford
- Décors : James A. Carter (crédité James Carter)
- Photographie : Basil Emmott
- Son : Rex Haworth
- Production : Les établissements Jacques Haïk
- Pays de production :  France
- Langue : français
- Format : Noir et blanc - Son mono
- Genre : Film policier
- Durée : 100  minutes
- Date de sortie :
  - France : 17 janvier 1930

## Distribution
- Simone Vaudry : Mado Dubreuil
- Héléna Manson : Hélène Vauquier
- Alice Aël : Madame Dauvray
- Dahlia : L'inconnue
- Léon Mathot : Langeac
- Louis Baron fils : Le Meillan
- Georges Peclet : Mortagne
- Jacques Henley : Le juge d'instruction
- Jean Mercanton : Le petit garçon
- René Montis : Le chauffeur